# Ruperto Godoy (nieto)
Ruperto Godoy (San Juan 28 de marzo de 1898 - íd., 30 de mayo de 1950) fue un político argentino, que ejerció como gobernador de la provincia de San Juan durante la primera presidencia de Juan Domingo Perón.

## Biografía
Era hijo de Ruperto Godoy y nieto de otro Ruperto Godoy, amigo de Sarmiento y varias veces gobernador delegado en San Juan. Su padre murió cuando el niño tenía seis años, y tuvo otros hermanos de su madre, entre ellos Eusebio Zapata. Se educó como alumno pupilo en Buenos Aires, y una enfermedad lo dejó cojo.
Instalado por un tiempo en Rosario, regresó más tarde para trabajar como martillero público. En 1932 fue candidato a vicegobernador por la alianza del Partido Socialista con el Partido Demócrata Progresista, al que pertenecía, obteniendo el 13% de los votos.
Adhirió a la política del coronel Juan Domingo Perón y se afilió al Partido Laborista. Fue nuevamente candidato a vicegobernador en 1946, acompañando a Juan Luis Alvarado, un antiguo seguidor de Federico Cantoni, quien lo había derrotado catorce años antes. Las secuelas del terremoto de San Juan de 1944 obligaron a que el traspaso del gobierno ocurriera después que en el gobierno nacional y en las demás provincias; asumieron el mando el 29 de junio. Tras la renuncia de su antecesor Alvarado  en febrero de 1947, debido a los conflictos entre laboristas, radicales renovadores y nacionalistas asume en su lugar Godoy.
Godoy era un hombre dotado de una cálida personalidad y de excelente diálogo que incluía a los hombres de la oposición. Se debe a él en gran parte la consolidación del proceso de pacificación de los espíritus que se logró en la provincia. Godoy mantuvo excelentes relaciones con el gobierno nacional y con Perón en particular. La provincia pudo contar con importantes ayudas para las tareas de reconstrucción además de otras englobadas en los proyectos definidos por los planes quinquenales.Creó la Dirección Provincial de Vivienda a través de los cuales logro erradicarlos ranchos y conventillos de la capital y de las zonas rurales. Inició la construcción masiva de viviendas en los barrios periféricos, América, Rawson y Rivadavia de la capital provincial.
Entre sus colaboradores se contaron su medio hermano Eusebio Zapata, su hijo Ruperto H. Godoy, Rinaldo Viviani como Ministro de Gobierno, Juan Melis como Ministro de Reconstrucción, Elías Amado su Ministro de Hacienda y Luis Cattani su ministro de Obras Públicas. Durante su mandato fue diputado nacional el después gobernador Eloy Camus. Mientras Cantoni es nombrado embajador en Rusia, muchos bloquistas se suman al peronismo, entre ellos un joven profesor de literatura, Eloy P. Camus, quien años más tarde sería gobernador de San Juan y conductor del Partido Justicialista.
Durante el mandato de Godoy, la provincia se concentró en recuperar su infraestructura de los efectos del terremoto; se llevó adelante también una activa política social, tratando de solucionar los problemas de los habitantes de menos recursos, y se construyeron abundantes viviendas. El gobernador dedicó toda su vida y su tiempo a la administración, descuidando su salud; dormía pocas horas y dedicaba las noches a recorrer la ciudad, ya que desconfiaba de la policía. La legislatura pretendió provincializar el Banco de San Juan, pero Godoy se opuso por completo, ya que consideraba que era una manera de endeudar al estado inútilmente y favorecer a unos pocos beneficiarios.
Impulsó la construcción de más de 150 escuelas, 40 bibliotecas, 7 diques, 3 embalses y 300 km de canales de riego y nuevas vías ferréas, muchas de las cuales serían continuadas por su sucesor.
En 1950 fue candidato a gobernador, y triunfó por amplia mayoría. Alcanzó a asumir su segundo mandato en el mes de junio, pero durante los festejos por la asunción sintió un fuerte dolor en el pecho, un infarto que lo dejó postrado. Los médicos recomendaron reposo absoluto. No obstante, falleció dos días más tarde, el 30 de mayo. A minutos de enterado, Perón enviaba un telegrama de condolencias para adherirse, aunque sea a la distancia, al dolor y al duelo por el gobernador muerto, disponiendo que la bandera nacional permaneciera izada a media asta en todos los edificios públicos nacionales y buques de la armas. Durante el cortejo, se podía ver gente colgada de los árboles y en los techos de casas y edificios, niños con sus guardapolvos blancos y crespones negros en el pecho.
Su velorio fue inmensamente concurrido, e incluso Evita viajó especialmente a San Juan para asistir a su entierro. El nombre de Godoy es homenajeado a la calle General Acha, a escuelas, a barrios y hasta a una estación ferroviaria de la provincia de Buenos Aires. Su hijo Ruperto Honorio fue interventor federal en 1971.